# História da caricatura brasileira
História da caricatura brasileira é um livro bilíngüe (português e inglês) de Luciano Magno publicado pela editora Gala em 2012. O livro, de 528 páginas e mais de 700 imagens, resgata a história da caricatura no Brasil a partir sua consolidação no século 19, abordando os aspectos histórico e biográfico, além de detalhar a vida e obra dos principais caricaturistas brasileiros. Entre as dezenas de artistas citados, destacam-se Manuel de Araújo Porto-Alegre (considerado o primeiro caricaturista brasileiro), Joseph Mill, Henrique Fleiuss, Pedro Américo, Angelo Agostini e Rafael Bordalo Pinheiro, além de diversos outros. Originalmente programada para ter continuidade em mais quatro ou cinco volumes, teve apenas esse primeiro livro lançado.
Em 2013, o livro ganhou o Prêmio Jabuti na categoria "Artes e fotografia" e o Troféu HQ Mix na categoria "Grande contribuição".